# جزيرة أنغوجا
أنغوجا (بالسواحلية: Unguja)‏ وتسمى أيضا بجزيرة زنجبار وهي أكبر جزر التابعة لزنجبار، وتسمى الأخرى جزيرة بمبا وهي ثاني أكبر جزيرة وتبعد عنها بحوالي 48 كم، وجزيرة هاديمو وتومباتو.
وتقسم الجزيرة إداريا إلى ثلاث مناطق وهي مركز زنجبار/جنوب وشمال زنجبار وزنجبار المدينة/غرب. وتقع مدينة زنجبار بوسط الساحل الغربي، وهي العاصمة وأكبر مدن زنجبار وأيضاً منطقة لزنجبار المدينة/غرب.
يقع الساحل الرئيسي لتنزانيا شمال غرب الجزيرة، ويفصل بينهما مضيق زنجبار وهي قريبة جدا من البر التنزاني ومدينة دار السلام. وتحيط بها مجموعة جزر ويوجد أيضاً الشعب المرجانية التي تقع جنوب غرب الجزيرة.
تتمركز المواقع التجارية والسياحية بالعاصمة وأماكن أخرى مثل: امبويني ومانجابواني وتشواكا ونونجوي. وكذلك يزخر تاريخ الجزيرة بمواقع أثرية متعددة، وكما هو بجزر أخرى.

## أعلام
- علي بن سعيد
- عبد الله بن خليفة
- خليفة بن سعيد
- محمد غريب بلال
- علي حسن مويني